# Vivianite

Vivianite fotografata subito dopo il ritrovamento, dopo 24 ore e dopo un mese quando si è completamente trasformata in metavivianite per l'intervento della luce (fotoni)

La vivianite (simbolo IMA: Viv) è un minerale raro del gruppo della vivianite appartenente alla famiglia minerale dei "fosfati, arseniati e vanadati" e con composizione chimica Fe2+3(PO4)2 • 8(H2O).

## Etimologia e storia
La vivianite ha ricevuto il suo nome da Abraham Gottlob Werner, che ha chiamato il minerale in onore dello scopritore e primo descrittore John Henry Vivian (1785–1855), un mineralogista britannico.
Secondo la descrizione di Werner, la vivianite fu scoperta per la prima volta in Cornovaglia. Secondo William Phillips (1823), la località tipo esatta è la miniera "Huel Kind", oggi chiamata anche "Wheal Kind" o "Wheal Kine", vicino a St Agnes (in Cornovaglia, Inghilterra).
Il minerale era noto almeno 70 anni prima. Una possibile prima menzione si trova nell'opera latina Terrae musei regii dresdensis. Accedunt terrarum sigillatarum figuræ, pubblicata nel 1749, da Christian Gottlieb Ludwig, dove si parla di "terram egregie cæruleam, prope eccardsbergam", ovvero una "eccellente terra azzurra di Eckartsberga". Tuttavia Ludwig non riconosce questa terra come un minerale indipendente.
Nel 1751, Gottlob Carl Springfeld effettuò una prima analisi della terra azzurra di Eckartsberga e descrisse il materiale come "formato da nidi in pezzi sferici di varie dimensioni, circondati da una crosta ghiaiosa. I chicchi erano bianchi e quando venivano esposti all'aria il materiale diventava blu." Springfeld dimostrò anche che non si trattava di un composto di rame, come si sospettava in precedenza, bensì di un composto di ferro. Sottolinea inoltre la somiglianza con il pigmento blu di Prussia, scoperto all'inizio del XVIII secolo. Di conseguenza, Springfeld può essere considerato il primo descrittore ed Eckartsberga come la località tipo effettiva.
Solo nel 1784 Martin Heinrich Klaproth dimostrò che il minerale oggi noto come terra di ferro blu era un fosfato di ferro e non era identico al blu di Prussia, ovvero l'esacianidoferrato di ferro. Dopo un'analisi quantitativa effettuata nel 1807, Klaproth fornì la composizione del minerale come 47,50% di ossido di ferro, 32% di acido fosforico e 20% di acqua, che è già molto vicina alla composizione chimica effettiva.
Nel sistema minerale di Abraham Gottlob Werner, pubblicato da Johann Friedrich August Breithaupt nel 1817 poco dopo la morte di Werner, il minerale qui denominato vivianite rientra nella "famiglia del talco", ovvero i silicati di magnesio. Tuttavia, la descrizione del minerale corrisponde alle proprietà della "terra di ferro blu", che si trova altrove nel sistema Werner. La vivianite è stata quindi classificata nel sistema minerale di Werner senza analisi chimica. Nel 1821, Friedrich Stromeyer determinò che la "terra di ferro blu" e la vivianite di Werner erano identiche.
Il campione tipo del minerale proveniente dalla Cornovaglia è conservato nelle Collezioni geoscientifiche della Università di Freiberg con il numero di collezione 102863.

## Classificazione
La classica nona edizione della sistematica dei minerali di Strunz, aggiornata dall'Associazione Mineralogica Internazionale (IMA) fino al 2009, elenca la vivianite nella classe "8. Fosfati, arseniati, vanadati" e nella sottoclasse "8.C Fosfati senza anioni aggiuntivi, con H2O"; questa viene ulteriormente suddivisa in base alle dimensioni dei cationi coinvolti, in modo che la vivianite possa essere trovata nella sezione "8.CE Con soltanto cationi di media dimensione, RO4:H2O circa 1:2,5" dove insieme ad annabergite, arupite, barićite, eritrite, ferrisymplesite, hörnesite, köttigite, manganohörnesite, pakhomovskyite e parasymplesite forma il sistema nº8.CE.40.
Tale classificazione è mantenuta anche nell'edizione successiva, proseguita dal database "mindat.org" e chiamata Classificazione Strunz-mindat, dove nel sistema 8.CE.40 fa la comparsa anche il minerale cabrerite.
Nella Sistematica dei lapis (Lapis-Systematik) di Stefan Weiß la vivianite si trova nella classe dei "fosfati, arseniati e vanadati" e da lì nella sottoclasse dei "fosfati idrati, senza anioni estranei" e nella sottoclasse dei "[composti con] cationi di piccole e medie dimensioni: Be e Al-Mn-Fe-Cu-Zn-Mg; gruppo della vivianite" dove forma il sistema nº VII/C.13 insieme a annabergite, arupite, babánekite, barićite, bobierrite, cattiite, eritrite, hörnesite, köttigite, manganohörnesite, pakhomovskyite e parasymplesite.
Anche nella sistematica dei minerali secondo Dana, usata principalmente nel mondo anglosassone, la vivianite è elencata nella classe dei "fosfati, arseniati e vanadati" e nella sottoclasse dei "fosfati idrati ecc., con (A2+)3(XO4)2 • x(H2O)"; qui il minerale è nella sezione nº 40.3.6, dove forma il "gruppo della vivianite" insieme ad annabergite, arupite, barićite, eritrina, hörnesite, köttigite, pakhomovskyite e parasymplesite.

## Abito cristallino
La vivianite cristallizza nel sistema monoclino con il gruppo spaziale C2/m (gruppo nº 12) con i parametri reticolari a = 10,1518(6) Å, b = 13,4327(7) Å, c = 4,7005(3) Å e β = 104,692(2)°, oltre ad avere 4 unità di formula per cella unitaria.

## Chimica
La composizione teorica idealizzata della vivianite, Fe2+3[PO4]2 • 8(H2O) è composta dal 33,40% di ferro (Fe), dal 12,35% di fosforo (P), dal 3,22% di idrogeno (H) e dal 51,03% di ossigeno (O). Nella notazione della formula dell'ossido, ciò corrisponde al 42,97% di ossido ferroso (FeO), al 28,30% di anidride fosforica (P2O5) e al 28,73% di acqua (H2O).
Nell'aria, lo ione ferro nella vivianite si ossida parzialmente da Fe2+ a Fe3+ e si trasforma nel minerale noto come metavivianite con la composizione chimica Fe2+Fe3+2(PO4)2(OH)2 • 6(H2O). Ciò avviene di solito molto rapidamente, entro pochi minuti od ore, con il processo che risulta accelerato dall'esposizione alla luce.

## Proprietà chimico-fisiche
A causa dell'ossidazione del ferro, il minerale inizialmente incolore solitamente vira al blu-nero o al verde, occasionalmente anche al viola o al marrone. Anche il colore del suo striscio è inizialmente incolore, tendente al bianco-bluastro, per poi virare al blu indaco.

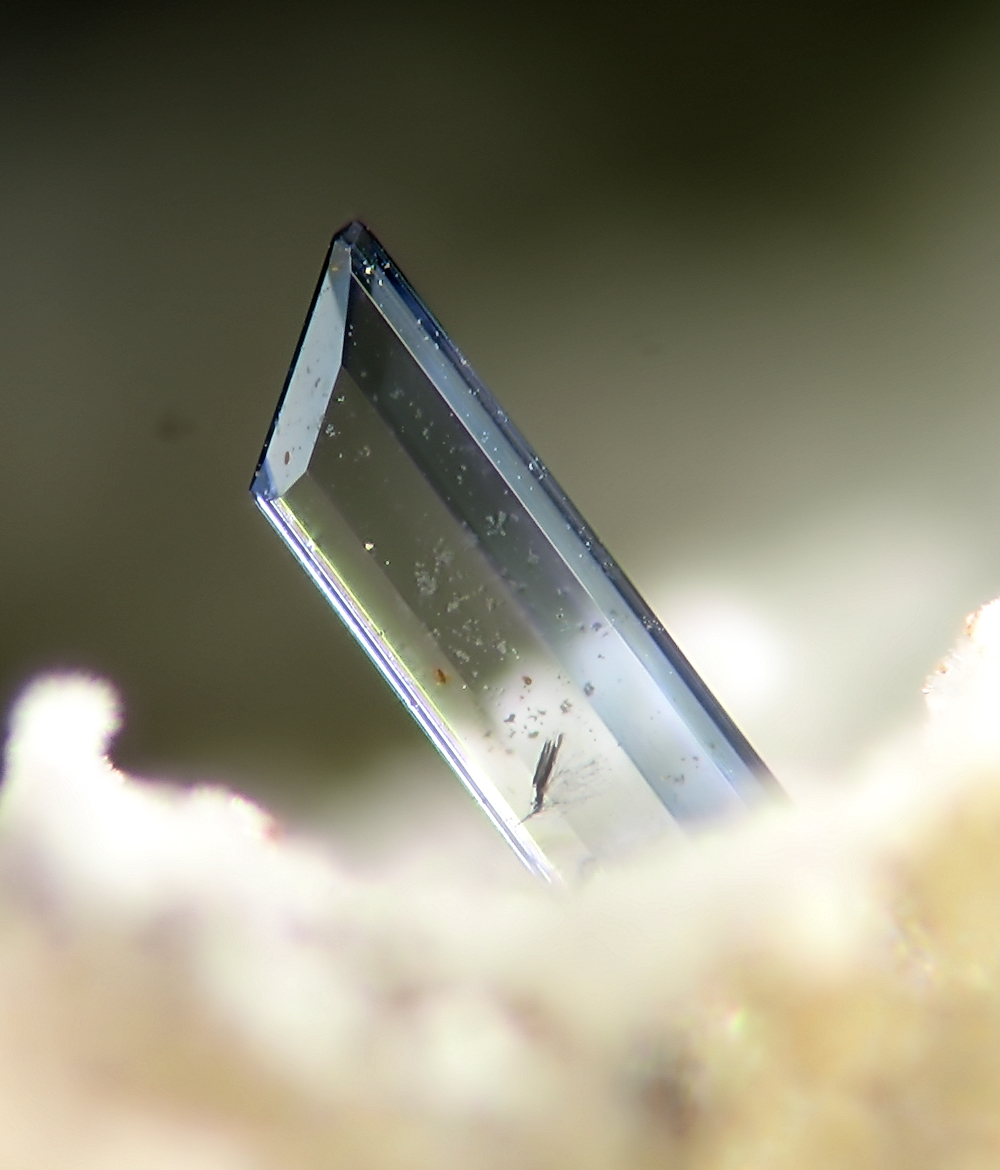
Cristallo di vivianite blu quasi incolore da Hagendorf (Waidhaus, Baviera - Germania)
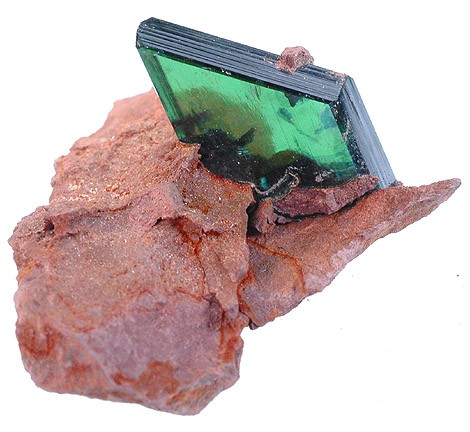
Cristallo quasi perfetto di vivianite verde, rinvenuto nella miniera di "Tomokoni" (provincia di Cornelio Saavedra, Bolivia)
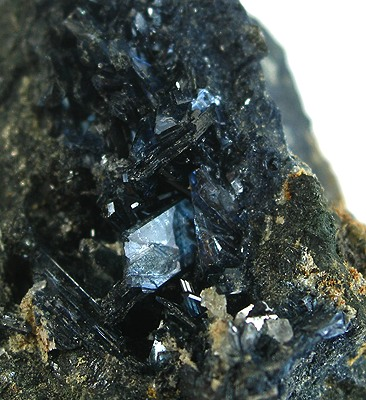
Esemplare color blu-acciaio di vivianite trovato nella miniera "Palermo#1" (contea di Grafton, nel New Hampshire - Stati Uniti)

La vivianite fonde facilmente davanti al cannello a soffiatura, trasformando la fiamma in un blu-verde e diventando magnetica. Il minerale è facilmente solubile in acido cloridrico (HCl) e in acido nitrico (HNO3).

## Origine e giacitura
La vivianite si forma come minerale secondario nella zona ossidata di depositi di minerali metallici e pegmatiti di granito complesse; sostituisce il materiale organico nelle ossa fossili, nei sedimenti lacustri e nei minerali di ferro e torbiere; la paragenesi è con metavivianite, ludlamite, pirite e pirrotite.
La vivianite è un minerale piuttosto diffuso e si contano ritrovamenti in tutto il mondo.

## Utilizzi

### Come pigmento
La vivianite è un colorante blu che probabilmente è stato utilizzato fin dall'antichità e ha avuto un ruolo nella pittura su tavola dell'Alto Medioevo.
Come pigmento è noto con il nome di blu ferro, ma non è molto stabile. Oggigiorno svolge un ruolo solo nel trattamento dei dipinti storici, ad esempio nel restauro. Tuttavia, l'uso del nome blu ferro porta a confusione con il blu di Prussia, poiché il termine in lingua inglese ('iron blue') è il suo sinonimo nel settore.

### Come una pietra preziosa
La vivianite non è adatta all'uso commerciale come pietra preziosa a causa della sua bassa durezza e della sua sfaldatura. Tuttavia, tra i collezionisti e gli hobbisti è un oggetto ricercato per lo scambio o la vendita.